# شارل آنسیون
شارل آنسیون (به فرانسوی: Charles Ancillon) (۲۸ ژوئیه ۱۶۵۹ – ۵ ژوئیه ۱۷۱۵) یک دیپلمات و نظریه‌پرداز حقوق اهل فرانسه بود.

آنسیون در شهر متس فرانسه در یک خانواده برجسته اوگنو به دنیا آمد. پدرش دیوید آنسیون (۱۶۱۷–۱۶۹۲) پس از ابطال فرمان نانت مجبور به ترک فرانسه شد و به عنوان کشیش انجمن پروتستانتیسم فرانسوی‌ها در برلین برگزیده شد.

آنسیون آنسیون در ماربورگ، ژنو و پاریس در رشته حقوق تحصیل کرد. در پاریس او را به دادگاه فراخوانده بودند. وی به درخواست اوگنوها در متز، درخواست خود را در دادگاه پادشاه لوئی چهاردهم مطرح کرد و خواستار آن شد که در ابطال فرمان نانت استثنا شود اما تلاش‌های او ناموفق بود و او به پدرش در برلین پیوست. وی توسط فریدریش یکم به عنوان قاضی برلین منصوب گشت. پیش از این، او چندین اثر در مورد ابطال فرمان نانت و عواقب آن منتشر کرده بود. در سال ۱۶۸۷ آنسیون به عنوان رئیس موسسه اصلی تحصیلات عالی ایالت منصوب شد. بعداها به عنوان مشاور سفارت. وی در سال ۱۶۹۹ جانشین دایی خود جوزف آنسیون به عنوان قاضی کلیه مهاجران فرانسوی در مارگرویات براندنبورگ شد. آنسیون به طور عمده به خاطر آنچه که برای آموزش در براندنبورگ-پروس انجام داد و سهمی که وی با همکاری گوتفرید لایبنیتس در تأسیس آکادمی برلین داشته به یاد می‌آورند.